# Odontom
En odontom är en godartad (benign) tumör där extra tandanlag bildats i käken. Dessa är oftast rudimentära och orsakar sällan problem.
Genomsnittsåldern för de som drabbas av odontom är 14 år och åkomman kopplas ofta till tänder som inte kommit upp.
Man känner inte till varför dessa tumörer bildas, men de teorier som förekommer involverar såväl genetiska faktorer som trauma och infektioner. Odontom förekommer inte oftare hos något av könen, men uppstår ofta i den bakre delen av käken. För att behandla tillståndet behöver en biopsi göras för att en definitiv diagnos ska kunna ställas, om inte detta har kunnat göras genom en klinisk undersökning eller med hjälp av röntgen. Beroende på symptomen kan beslutet antingen bli att tumören ska avlägsnas kirurgiskt eller övervakas. Ibland kan själva ingreppet orsaka fler komplikationer än tumören i sig orsakar.
I en studie där forskaren undersökte det eventuella sambandet mellan odontom och ett övertal av tänder (hyperdonti), fann forskaren vissa likheter mellan odontom och ett övertal av tänder vad gäller deras patologiska manifestationer och topologiska spridning. Enligt den aktuella forskningsrapporten finns det dessutom vissa immunhistokemiska faktorer och genetiska faktorer som delas av de bägge tillstånden. Trots att odontom och ett övertal av tänder klassas som två skilda tillstånd, menar forskaren att de är ett uttryck av samma patologiska process.